# Eduard van der Ploeg
Eduardus Maria (Eduard) van der Ploeg (Berchem (Antwerpen), 19 augustus 1885 – Haarlem, 3 oktober 1966) was een Nederlands bariton.
Zijn Nederlandse ouders Gerardus Josephus Anthonius van der Ploeg (controleur bij een broodbakkerij) en Clasina Gerrits verbleven vanaf september 1884 enige tijd in Berghem bij Antwerpen. Hijzelf trouwde met Helena Jacoba de Vries. 
Hij zou eigenlijk zijn geld verdienen in de bouwwereld, maar koos voor de muziek. De opleiding daartoe kreeg hij van de in Rotterdam wonende oom muziekonderwijzer Simon van der Ploeg. Er volgden lessen in piano, muziektheorie en zang. Hij kon gaan zingen bij de Nederlandse Opera van Cornelis van der Linden, bij wiens dochter Caroline van der Linden hij zijn zanglessen vervolmaakte. Hij zong zelfs in de opera Catharina en Lambert van C. van der Linden.
Na die studie en dat gezelschap probeerde hij een eigen operagezelschap van de grond te krijgen, hetgeen mislukte. Al voor zijn afscheidsconcert in het Concertgebouw op 6 mei 1910 vertrok hij in maart 1910 naar Berlijn om zich aan te sluiten bij de Volksopera. Vanwege de Eerste Wereldoorlog moest hij er in 1914 vertrekken. In 1916 was hij weer terug, maar nu bij de Nederlandsche Opera (een verre voorloper van De Nationale Opera) van Gerhardus Hendricus Koopman, waar hij zong met onder andere Nelly Vertregt, Faniëlla Poons en Louis van Tulder. In het begin vormde hij met Richard van Helvoirt Pel en Paul Huf de baritonbezetting bij dat gezelschap.
Hij kwam om het leven bij een verkeersongeluk; de auto waarin hij als passagier meereed geraakte na een slippartij in de Amsterdamsevaart. Alhoewel bekneld wist men hem te redden, hij werd naar het Sint Elisabeth Gasthuis gebracht, waar hij enkele uren later overleed. Hij werd begraven op Zorgvlied.